# 선구독서회
선구독서회(先驅讀書會)는 1938년에 조직된 아나키즘 운동의 사상연구단체이다. 양희석(梁熙錫)·고인찬(高麟燦)·이희종(李喜鍾) 등이 중심이 되어 조직하였다. 선구독서회는 1923년 2월 서울에서 조직된 흑로회(黑勞會)에서 비롯되었다. 선구독서회 회원 이희종이 대전경찰에 검거된적 있으나 심문중에 선구독서회에 대하여 말하지 않았으므로 단체는 무사할 수 있었다. 하지만 그 뒤 이희종은 행방불명이 되었다.
1943년 양희석은 김상철(金相哲)·고의종(高義鍾)·고운호(高雲昊) 등과 함께 다시 선구독서회를 조직하였다. 이 결사 역시 일제의 종로경찰서에 탐지되었으나 경찰에게 물증이 잡히지 않아 무사할 수 있었다.

## 같이 보기
- 아나키즘